# Sattagidia
La Sattagidia (antico persiano: 𐎰𐎫𐎦𐎢𐏁 Thataguš) era una delle satrapie dell'Impero achemenide. La sua localizzazione è incerta, tuttavia Erodoto include i Sattagydae nel settimo distretto fiscale dell'impero, assieme a Gandarii, Dadicae e Aparytae. Per questa ragione si ritiene che la Sattagidia si trovasse nella zona orientale dell'impero. Secondo un'ipotesi, sarebbe da localizzare nell'odierno Pakistan, a est dei Monti Sulaiman, approssimativamente nell'attuale distretto di Bannu.

## Storia
La Sattagidia è menzionata per la prima volta nell'iscrizione di Behistun, come una delle province in rivolta mentre Dario il Grande si trovava a Babilonia. La rivolta fu soppressa presumibilmente nel 515 a.C. Dopo il 480 a.C. la provincia scompare dalle fonti, non è chiaro se per essere stata assorbita da altre satrapie o per il venir meno del controllo persiano sul territorio.
Dopo essere stata conquistata da Alessandro Magno, la regione divenne parte dell'Impero seleucide, mentre nel 316 a.C. fu conquistata dall'Impero Maurya. In seguito all'invasione degli Indo-sciti, la regione prese il nome di Scizia, e come tale è menzionata nel Periplus Maris Erythraei. Seguì infine le sorti del subcontinente indiano.